# Zac Alexander
Zac Alexander (* 11. Februar 1989 in Brisbane) ist ein australischer Squashspieler.

## Karriere
Zac Alexander begann seine professionelle Karriere im Jahr 2007 und gewann bislang 27 Titel auf der PSA World Tour. Seine höchste Platzierung in der Weltrangliste erreichte er mit Rang 36 im September 2012. Er qualifizierte sich 2011 erstmals für eine Weltmeisterschaft, kam über die erste Runde aber nicht hinaus. Im Jahr darauf startete er direkt im Hauptfeld und gewann sein Auftaktspiel gegen Peter Creed, ehe er gegen Nick Matthew ausschied. Mit der australischen Nationalmannschaft nahm er 2017 und 2019 an der Weltmeisterschaft teil. Bei den Commonwealth Games 2018 gewann er im Doppel mit David Palmer, mit dem er 2016 Vizeweltmeister im Doppel wurde, die Goldmedaille. 2019 wurde er mit Rex Hedrick erneut Vizeweltmeister im Doppel. 2009 und 2017 wurde er australischer Meister.

## Erfolge
- Vizeweltmeister im Doppel: 2016 (mit David Palmer), 2019 (mit Rex Hedrick)
- Gewonnene PSA-Titel: 27
- Commonwealth Games: 1 × Gold (Doppel 2018)
- Australischer Meister: 2009, 2017